# Lucas Horvat
Lucas Horvat (Buenos Aires, Argentina, 13 de octubre de 1985) es un futbolista argentino nacionalizado esloveno, que juega de mediocampista en el Okzhetpes de la Super Liga de Kazajistán.

## Biografía
En la Argentina hay una colectividad de eslovenos que tiene un equipo de fútbol llamado Zedinjena Slovenija. Cada dos años, viene aquí para jugar un campeonato. Uno de sus tíos le preguntó si quería venir a disputar uno de esos torneos, al principio no lo tomo como algo en serio, ni como una oportunidad para quedarse, ya que esos partidos no son competitivos, se hacen solo por el hecho de jugar. Entonces, participó de este campeonato, lo vieron los dirigentes de un club de la Segunda División local y le dijeron que estaban interesados en él. A los 18 años, Lucas decidió probar suerte en tierra de sus abuelos; en ese equipo estuvo un año y medio, hasta que paso al Drava Ptuj, un equipo de mitad de tabla de la Primera. Fue el primer argentino en jugar en esta liga; luego fueron llegando otros chicos que estuvieron en las inferiores de River Plate y otros que también participaron de ese campeonato que lo trajo hasta acá.
En Argentina jugó en River Plate hasta quedar libre.

## Clubes
| Club          | País       | Año           | PJ | Goles |
| ------------- | ---------- | ------------- | -- | ----- |
| NK Interblock | Eslovenia  | 2004          |    |       |
| NK Drava Ptuj | Eslovenia  | 2004 - 2009   |    |       |
| NK Interblock | Eslovenia  | 2009 - 2010   | 31 | 3     |
| NK Domžale    | Eslovenia  | 2010 - 2012   | 35 | 6     |
| FK Baku       | Azerbaiyán | 2012 - 2015   | 85 | 3     |
| NK Domžale    | Eslovenia  | 2015-2017     | 47 | 5     |
| Okzhetpes     | Kazajistán | 2017-presente | 27 | 2     |